# American Anti-Imperialist League

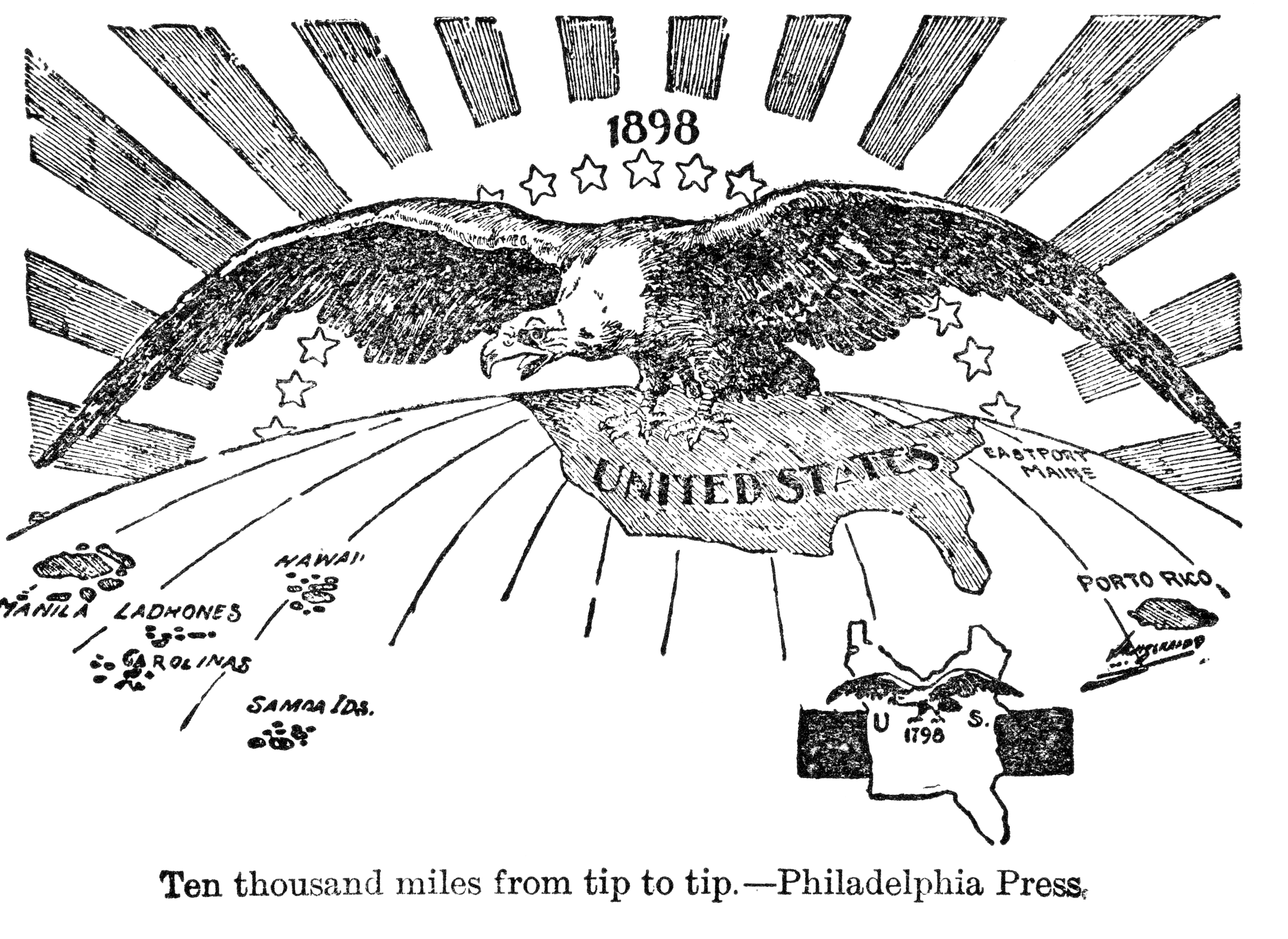
Karikatur 1898 zum US-Imperialismus

Die American Anti-Imperialist-League war eine US-amerikanische politische Organisation, die am 15. Juni 1898 in der Faneuil Hall in Boston gegründet wurde und sich primär gegen die Annexion der Philippinen durch die USA unter dem republikanischen Präsidenten William McKinley im Spanisch-Amerikanischen Krieg richtete, weitergehend gegen die imperialistischen Tendenzen der US-Außenpolitk. Der Vorsitzende der League war bis 1905 George S. Boutwell, darauf der Bürgerrechtsaktivist Moorfield Storey. Nach dem Vertrag von Paris mit Spanien 1898 ging der Krieg auf den Philippinen weiter bis 1902, danach verlor die League immer mehr ihre Bedeutung.

## Geschichte
Im Juni 1898 bildete sich in Boston eine Gruppe gegen die Annexion aus dem Gefühl heraus, dass dies eine Aktion gegen die Tradition der amerikanischen Geschichte seit 1776 sei, wenn Menschen ohne ihre Zustimmung beherrscht würden. Die weiteren Gründe gegen die Koloniennahme waren wirtschaftlich, rechtlich und moralisch. Am 19. November 1898 wurde formell ein Verein gegründet. Der Vorsitzende Boutwell war zuvor Governor von Massachusetts gewesen, hatte das impeachment gegen Andrew Johnson geleitet und war Finanzminister unter Präsident Grant gewesen. Er verließ deshalb die Republikaner. Der Verband gründete lokale Organisationen und trat publizistisch gegen die imperialistische Politik auf. Mark Twain veröffentlichte 1901 dazu die Satire To the Person Sitting in Darkness.
Im Maximum erreichte der Verband 25.000 Mitglieder. Zu ihnen zählten völlig unterschiedliche angesehene Bürger wie Stahlunternehmer Andrew Carnegie, der Schriftsteller Mark Twain als Vizepräsident, die Philosophen William James und Felix Adler, David Starr Jordan (Präsident der Stanford University), der Sozialist Samuel Gompers, der Congressman Henry U. Johnson sowie zwei Expräsidenten. 
Die League wurde 1920 aufgelöst.

## Prominente Mitglieder
- Charles Francis Adams, Jr. (1835–1915), General und Historiker
- Jane Addams (1860–1935), Journalistin
- Felix Adler (1851–1933), Philosoph
- Edward Atkinson (1827–1905), Mitgründer
- George S. Boutwell (1818–1905), Politiker und Vorsitzender
- Donelson Caffery (1835–1906), Politiker
- John G. Carlisle (1834–1910), Bourbon-Demokrat, Finanzminister
- Andrew Carnegie (1835–1919), Stahlunternehmer und Wohltäter
- Grover Cleveland (1837–1908), Ex-Präsident
- John Dewey (1859–1952), Pädagoge und Philosoph
- Finley Peter Dunne (1867–1936), Schriftsteller
- George F. Edmunds (1828–1919), Politiker
- Oswald Garrison Villard Sr., Verleger
- Samuel Gompers (1850–1924), Gewerkschafter und Sozialistenführer
- Benjamin Harrison (1833–1901), Ex-Präsident
- William Dean Howells (1837–1920), Schriftsteller
- Henry James (1843–1916), Schriftsteller
- William James (1842–1910), Psychologe
- Henry U. Johnson (1850–1939), Abgeordneter der Republikaner, stimmte gegen den Krieg
- David Starr Jordan (1851–1931), Zoologe
- William Larrabee (1832–1912), Governor von Iowa
- Edgar Lee Masters (1868–1950), Schriftsteller
- Hazen S. Pingree (1840–1901), Governor von Michigan
- Carl Schurz (1829–1906), Ex-Innenminister
- John Sherman (1823–1900), Außenminister unter McKinley
- Moorfield Storey (1845–1929), Anwalt und Menschenrechtsaktivist
- William Graham Sumner (1840–1910), Soziologe und Anhänger des Freihandels
- Mark Twain (1835–1910), Schriftsteller und Vizepräsident

## Einzelbelege
1. ↑  Anti-imperialist league - The World of 1898: The Spanish-American War (Hispanic Division, Library of Congress). Abgerufen am 29. November 2022.
2. ↑  Carl Schurz against American Imperialism, 1899. Abgerufen am 29. November 2022.